# نرت کنزینگتن (مریلند)
نرت کنزینگتن (به انگلیسی: North Kensington) شهری در ایالت مریلند کشور ایالات متحده آمریکا است که جمعیت آن در سرشماری سال ۲۰۱۰ میلادی، ۹٬۵۱۴ نفر بوده‌است.